# Tjørring Kirke
Tjørring Kirke eller Tjørring Gamle Kirke, som den også kaldes, ligger i Herning Kommune (Hammerum Herred – Region Midtjylland). Den er opført i romansk byggestil.
Kirken har dannet forbillede for den kirke, der er opført som museumskirke på Hjerl Hede.
Jens Vejmand er begravet på kirkegården ved Tjørring Kirke.

## Eksterne kilder og henvisninger
- Tjørring Kirke hos KortTilKirken.dk
- Tjørring Kirke hos danmarkskirker.natmus.dk (Danmarks Kirker, Nationalmuseet)